# 家庭教師ヒットマンREBORN! 隠し弾
『家庭教師ヒットマンREBORN! 隠し弾』（かてきょーヒットマンリボーン シークレット ブレット）は、少年漫画誌『週刊少年ジャンプ』連載中の天野明の漫画『家庭教師ヒットマンREBORN!』を原作とした子安秀明の小説。挿絵は原作者の天野明が担当。2013年現在、ジャンプ ジェイ ブックスレーベルで、5巻まで刊行。既刊2巻以降は、月刊漫画誌『ジャンプスクエア』にて2008年6月号から2009年3月号まで新作を連載していた（全10話）。

## 概要
本編で人気のあるサブキャラクターたちの過去や騒動を描いた短編4本を収録したスピンオフ作品。そのため、メインキャラクターの沢田綱吉（ツナ）はほとんど登場しない。挿絵や本文中に、ところどころ原作本編の伏線が張ってある。

## 隠し弾 1 骸・幻想
2007年3月12日発行。ISBN 978-4-08-703177-5
- 収録作品
  - 跳ね馬爆走!（はねうまスタンピード）
  - 殺し屋二人 〜古城より愛をこめて〜（ころしやふたり）
  - コロシヤクエスト
  - 骸・幻想（むくろげんそう）

### 跳ね馬爆走!
ディーノの成長を描く回想録。ヴァリアー編のエピソードを脚色したもの。
登場人物
ディーノ
主人公。キャバッローネの10代目候補。10代目ボスになるのを断固拒否していたが、今回の事件を通しへなちょこから跳ね馬へと成長していく。
リボーン
ディーノの家庭教師。赤ん坊の殺し屋。
ロマーリオ
キャバッローネの9代目補佐。
雲雀恭弥（ひばり きょうや）
本編時間でのディーノの生徒。
沢田綱吉（さわだ つなよし/ツナ）
名前のみ登場。
レオン
リボーンのペットのカメレオン。
エンツィオ
ディーノのペット。水を吸って巨大化するスポンジスッポン。
スクアーロ
ディーノの通う学校のクラスメイトだが、修行のためあまり登校していない。他の生徒たちから恐れられている。
ズッコ
小説オリジナルキャラクター。ディーノやスクアーロの同級生。同学年を仕切るワル。スクアーロに背中から斬られ、重傷を負う。
9代目キャバッローネ
小説オリジナルキャラクター。ディーノの父親。息子の失敗の清算のために、イレゴラーレファミリーに討たれ、死亡する。
ティグレ
小説オリジナルキャラクター。新興マフィア・イレゴラーレのボス。裏世界でのし上がるために、手始めにキャバッローネを潰そうと目論む。

### 殺し屋二人 〜古城より愛をこめて〜
かつて、ビアンキやシャマルが暮らした古城で行われる一夜限りのパーティ。ビアンキがリボーンに出会う前の話。
登場人物
ビアンキ
主人公。「毒サソリ」の異名を持つフリーの殺し屋。思い出深い古城で、その思い出を知るシャマルと出会う。
シャマル
ビアンキの古い知人。イタリアの裏社会では超一流の闇医者にして、「トライデント・シャマル」の異名を持つ殺し屋。かつてビアンキの家のホーム・ドクターを務めていた。
獄寺隼人（ごくでら はやと）
名前のみ登場。ビアンキの腹違いの弟。
ギアーゼィ
小説オリジナルキャラクター。「日照り」の異名を持つ、マフィアの世界ではそれなりに名を知られた有力者。ビアンキのターゲット。
ジュリオ
小説オリジナルキャラクター。ギアーゼィの孫。ビアンキに一目惚れし、彼女にプロポーズする。ビアンキ曰く、昔の獄寺に似ているらしい。

### コロシヤクエスト
ボンゴレリング争奪戦・嵐の守護者戦直前の、殺し屋ベルフェゴールの他愛もない日常を描く小品。語り手の口調が特徴的（敬語調）。
登場人物
ベル（ベルフェゴール）
主人公。ヴァリアーメンバー。通り名は「プリンス・ザ・リッパー」。殺し屋を殺すため、ハルに殺し屋を探させる。
ハル（三浦ハル）
ベルの部下にされた少女。
山本剛（やまもと つよし）
寿司屋「竹寿司」の主人。ベルと白熱した「勝負」を繰り広げた。
XANXUS（ザンザス）
名前のみ登場。ヴァリアーのボス。
レヴィ（レヴィ・ア・タン）
ヴァリアーメンバー。ベル曰く「ブサイクヤロー」。
ルッスーリア
ヴァリアーメンバー。ベル曰く「ヘンタイヤロー」。

### 骸・幻想
表題作。黒曜編直前、六道骸が黒曜中を制圧するまでを、オリジナルキャラクターの視点で描いた作品。
登場人物
日辻真人（ひつじ まさと）
主人公となる小説オリジナルキャラクターで、生徒会長を務めている黒曜中の生徒で、空手有段者。荒廃した黒曜中を更生させるべく奮闘するが、骸の策略により、暴力を振るっても何も感じなくなるほど堕ちていき、最終的に、黒曜の生徒たちに暴力を振るわれた報復として顔が変形するほど袋叩きにされた。
八木沼（やぎぬま）
小説オリジナルキャラクター。真人の同級生にして、空手道場に通っていたころの同期。転校してきた骸たちをシメようとするが、逆に返り討ちに遭う。
六道骸（ろくどう むくろ）
六道骸と思われていたが、終盤でその影武者（ランチア）であることが明かされる。
柿本千種（かきもと ちくさ）
六道骸の部下。
城島犬（じょうしま けん）
六道骸の部下。
樺根（かばね）
生徒会副会長を務めている黒曜中の生徒。その正体は本物の六道骸で、「ひつじという名前が気に入ったから」という理由で、真人の一番の理解者になりすまし、彼が堕ちていく様を観察した。

## 隠し弾 2 X-炎
2008年2月4日発行。 ISBN 978-4-08-703188-1
- 収録作品
  - mono・CHROME（モノクローム）
  - 爆弾少年（ばくだんバンビーノ）
  - 恋するしっぽ（こいするしっぽ）
  - X-炎（イクス・フィアンマ）

### mono・CHROME
黒曜編終了後、リング争奪戦開始前にかけての話。『危険なボーイミーツ…』の続編にあたる。復讐者の牢獄から脱走した城島犬と柿本千種が、六道骸の代理となるクローム髑髏と呼ばれる少女と出会うまでの物語。
登場人物
凪
右目に治療用の眼帯をした少女。骸と出会い幻影の臓器を与えられる。後のクローム髑髏である。
城島犬
骸の言葉により日本へとやってきた。
柿本千種
骸の言葉により日本にやってきた。

### 爆弾少年 （獄寺隼人）
まだイタリアにいて、ツナと出会っていなかったころの獄寺のエピソード。彼に訪れるであろう転機の始まりの物語。
登場人物
獄寺隼人
伊日のクォーターの不良。8歳のころに家を飛び出してから、喧嘩を繰り返す荒れた生活を送る。ピアノの腕はかなりのものだが、なぜかそれを弾くのを嫌がる。当時12歳。
カルロ
小さな酒場で演奏する、度を超えたお人好しピアニスト。ある日、喧嘩に負けて倒れていた獄寺を保護する。
ニコロ
カルロの息子。
謎の老人
人の良い謎のお爺さん。カルロの演奏のファン。その正体はボンゴレファミリーの九代目。

### 恋するしっぽ
日常編のころの話。イーピンが師匠に宛てる手紙と共につづられる物語。そして、ほぼ同時に起きる風紀委員会襲撃の犯人は?
登場人物
イーピン
綱吉が入院していた病院に行ったときに雲雀と出会い、師匠を思い出す。今回の襲撃事件に大きく関わる者の一人。
雲雀恭弥
並盛中を取り仕切っている風紀委員長。群れることを嫌い、強敵と闘うことを好んでいる。
草壁哲矢
風紀委員会副委員長。雲雀を敬愛している。
お師匠様
イーピンの師匠。作中には名前のみ登場する。雲雀にとてもそっくりらしい。
リボーン
家庭教師にしてボンゴレファミリー最強の殺し屋。今回はいぶし銀。

### X-炎
表題作。リング争奪戦が始まる約1か月前に、イタリアの人工島マレ・ディアボラで起きる事件を追う。複雑に絡み合うリング争奪戦のエピソードのうちの一つにして、待ち続けたヴァリアーの反撃の始まり。
登場人物
XANXUS
ボンゴレ独立暗殺部隊ヴァリアーのボス。圧倒的な威圧感と傲慢さを持ち合わせる男。
S.スクアーロ
ザンザスから今回の仕事の本来の目的について聴いている者の一人。今回は現場の指揮官でもある。
ベルフェゴール
「王子」を自称する少年。実は本当に王家の血が流れている。
レヴィ・ア・タン
ザンザスに強すぎるほどの忠誠を誓う男。
マーモン
ザンザスから今回の仕事の本来の目的について聴いている者の一人。幻術使いで守銭奴な赤ん坊。
ルッスーリア
ヴァリアー幹部の中で一番柔軟性に長けるオカマの格闘家。
オッタビオ
将来有望なボンゴレファミリーの幹部で、人工島マレ・ディアボラの責任者。元ヴァリアーの副隊長でもあるが、揺りかごに唯一参加しなかった。
ヴェッキオ・モスカ
プロトタイプモスカ。ヴェッキオとはイタリア語で「古い」という意味。

## 出張版

### 危険なボーイミーツ…
公式キャラクターブック「Vongola77」（2007年10月発行）収録の短編。ヴァリアー編突入前の10月11日、並盛町で迷子になった少年を連れて歩くツナを主軸に、各キャラクターの動向を書いたもの。結果的に『mono・CHROME』の導入部になっている。
また、小説版において唯一ツナが登場している。

## ジャンプスクエア連載版
2008年6月号から2009年3月号まで『ジャンプスクエア』にて連載。

### 守護者達の鍋宴会（バンケット）
『ジャンプスクエア』6月号に掲載。『隠し弾 3 ミルフィオーレ・パニック』に収録。ヴァリアーとの戦いが終わり休日、鍋を囲むことになった守護者たちの鍋コメディ。テレビアニメの販売用DVD「日常編前編」（標的66-69）の初回特典としてドラマCD化。

### 極限メモリーズ
『ジャンプスクエア』7月号に掲載。了平が主役。黒曜中との闘いから半月後を主な時間軸として語られる、「なぜ了平はボクシングの才能がある（と思われる）雲雀恭弥をボクシング部に誘うことをしないのか?」その答えが語られる。

### 獄寺、最悪の日
『ジャンプスクエア』8月号に掲載。標的29「入院」の裏話。「獄寺さんは呪われている模様です」とハルに告げられた獄寺の厄払い奮闘記。

### 王子様の大脱走（フーガ）
『ジャンプスクエア』9月号に掲載。『隠し弾 4 弔いの花は散る』に収録。黒曜中との戦いが終わり、リング争奪戦が始まる前の話。虫歯治療が嫌という理由で脱走したベルフェゴールと、彼を助けることになったディーノ。そして、ベルを追いかける他のヴァリアーメンバーの話。

### ここは黒曜サファリパーク
『ジャンプスクエア』10月号に掲載。『隠し弾 4 弔いの花は散る』に収録。千種・犬・クロームの黒曜三人組の話。

### 義兄さんはだれ?
『ジャンプスクエア』11月号に掲載。『隠し弾 4 弔いの花は散る』に収録。ビアンキが主役。

### ラスト・フライト
前編が『ジャンプスクエア』12月号、後編が2009年1月号に掲載。『隠し弾 3 ミルフィオーレ・パニック』に収録。リング争奪戦後、イタリアへ向かう飛行機に乗り込んだバジルとランチアを待ち受けていた事件とは。

### トレジャーハンターディーノ
前編が『ジャンプスクエア』2009年2月号、後編が3月号に掲載。ディーノが主役。

### 鳥!!─The Bird─
『ジャンプスクエア』2009年11月号に特別編として掲載。『隠し弾 4 弔いの花は散る』に収録。草壁が雲雀の頭に乗ったペンギンに悪戦苦闘する話。

## 隠し弾 3 ミルフィオーレ・パニック
2009年7月3日発行。ISBN 978-4-08-703204-8
- 収録作品
  - 守護者達の鍋宴会（しゅごしゃたちのバンケット）
  - ラスト・フライト前後編
  - ミルフィオーレ・パニック

### ミルフィオーレ・パニック
表題作で、収録作唯一の書き下ろし。未来編が舞台。10年後の並盛町の地下にあるメローネ基地で起こった珍騒動を描く。スパナが主役。

## 隠し弾 4 弔いの花は散る
2010年4月30日発行。ISBN 978-4-08-703222-2
- 収録作品
  - 王子様の大脱走（おうじさまのフーガ）
  - ここは黒曜サファリパーク
  - 義兄さんはだれ?
  - 鳥!!─The Bird─
  - 10年後の王子様ゲーム（じゅうねんごのおうじさまゲーム）
  - 弔いの花は散る（とむらいのはなはちる）

### 10年後の王子様ゲーム
書き下ろし。ベルフェゴールとフランの会話劇。しりとりで成り立っている。

### 弔いの花は散る
表題作。書き下ろし。真6弔花の紅一点、ブルーベルの回想録。白蘭と出会うまでの悲しい過去が語られる。

## 隠し弾 5 シモンクッキング！
2011年5月2日発行。ISBN 978-4-08-703246-8
- 収録作品
  - 極限メモリーズ
  - 獄寺、最悪の日
  - トレジャーハンターディーノ

### シモンクッキング！
表題作。シモンファミリーがボンゴレの前に正体を現す前の話。
炎真たちの民宿のおばちゃんが風邪で倒れてしまい…。